# Nominal (religião)
Nominal é o termo usado para qualificar o indivíduo que professa uma determinada fé, sem contudo ser praticante. Seria apenas de nome; seria católico no nome, mas não professaria efetivamente a fé católica; seria protestante no nome, mas não professaria plenamente a fé protestante. O termo pode ser aplicado fora do contexto religioso. O termo é utilizado pelo IBGE que apenas verifica quem é católico, protestante, ou de outras religiões apenas pela sua declaração nominal. Sobre esses dados surgem críticas de que nem todo que se declara de determinada crença a pratica, logo o são apenas de nome. O fundamentalismo se apresenta em oposição ao religioso nominal. Os mesmos especulam que, com o passar do tempo, haverá o crescimente e surgimento da maior religial mundial que será a "religião nominal"; crença de pessoas que dirão crer em alguma coisa, mas não abraçarão qualquer Declaração de Fé, ou dogma, que professe como fundamental para sua vida espiritual.

## William Wilberforce
A expressão "cristão nominal" é utilizada por William Wilberforce (1759-1833), membro da Câmara dos Comuns desde os vinte e um anos, em 1797.
Recém convertido e procurando conselhos espirituais do Pastor John Newton (1725-1807), um ex-traficante de escravos, criador do hino Amazing Grace (HCC 314) em 1772, hino apresentado à congregação em 1 de janeiro de 1773, possivelmente um dos hinos mais conhecidos em todo o mundo, agora um militante contra toda escravidão, foi influenciado a partir de 1786 por força dessa proposta espiritual de Newton, que tornou-se a inspiração motriz de Wilberforce.
Depois de diversas derrotas na Câmara dos Comuns, William Wilberforce, assim se pronunciou:

"a perversidade do comércio [de escravos] era tão gigantesca, tão medonha e tão irremediável que a minha mente estava completamente preparada para a abolição. Fossem quais fossem as consequências. Desde então determinei que nunca descansaria até que tivesse conseguido a sua abolição" (citado em "131 Christians Everyone Should Know").

Wilberforce foi considerado a "consciência da nação", nas palavras de Winston Churchill  foi um autor crítico, e por intermédio de "A Practical View…" (1797), um bestseller, rejeitava o cristianismo acomodado. No artigo William Wilberforce: Por Trás de Amazing Grace, Fernando Ascenso, cita o biógrafo Robin Furneaux:

"a sua mensagem era a de que não bastava professar o Cristianismo, levar uma vida decente e ir à Igreja aos Domingos, mas que o Cristianismo atravessa cada aspecto, cada canto da vida cristã. A sua abordagem do Cristianismo era essencialmente prática. "

É no bestseller de Wilberforce "A Practical View…" (1797) que encontramos uma das mais antigas citações da expressão "cristão nominal":

"os interesses do cristão nominal concentram-se nas coisas temporais, os interesses do cristão autêntico concentram-se em coisas eternas".

## J. C. Ryle
No artigo Formalismo, por John Charles Ryle (1816 - 1900), discorre que "a religião formal não é religião, e que o cristão formal não é um cristão, do ponto de vista de Deus", assim, compreende o autor que o cristão "sem nenhuma influência no seu coração ou vida" é detentor da "religião formal", mas também defendia o Bispo da Igreja da Inglaterra que não bastava ser exterior o cristão, se não o for cristão interior, o que resulta no risco do surgimento do "farisaísmo" na alma do homem, pois enquanto o homem vê o exterior, Deus sonda os corações.

Retidão externa sem um coração reto, não é nada mais nada menos que farisaísmo. As coisas externas do cristianismo - batismo, Ceia do Senhor, caridade, ser membro da igreja e coisas semelhantes - nunca levam a alma de qualquer homem ao céu, a menos que seu coração seja reto. O cristianismo deve existir tanto interna, quanto externamente, e é o interior que Deus fixa seu olhar.

Ainda sobre esse tema, Jonh Ryle defende, ao contrário da postura hoje conhecida como do politicamente correto, uma postura popular que se põem como defensora do que a comunidade considere correto e louvável, ainda que vá contra princípios bíblicos que se opõem ao cristianismo secular. Defende Ryle a tese de que a "a verdadeira religião não deve esperar ser popular nunca. Não terá o louvor do homem, mas de Deus".

A religião do coração é muito humilhante para ser popular. Não deixa para o homem natural nada do que se vangloriar. Diz-lhe que é um pecador culpado, perdido, merecedor do inferno, e que ele tem que correr para Cristo a fim de ser salvo. Fala que ele está morto, e deve viver novamente e nascer do Espírito. O orgulho do homem se rebela contra tais ensinos. Ele odeia que lhe digam que seu caso é tão ruim.

A religião do coração é muito santa para ser popular. Não deixará o homem natural quieto. Interfere no seu mundanismo e pecados. Requer dele coisas que ele abomina e das quais é avesso - conversão, fé, arrependimento, mente inclinada para coisas espirituais, leitura da Bíblia, oração. Ordena que deixe muitas coisas que ele ama e se apega, as quais não pode deixar de lado. Realmente seria estranho se ele gostasse disto. Cruza seu caminho como um estraga prazeres e é absurdo esperar que ele se agrade nela.

## Contexto bíblico
Segundo católicos e protestantes, a fé cristão faz exigência de uma confissão de fé, segundo as Escrituras Sagradas.

Mas qualquer que me negar diante dos homens, eu o negarei também diante de meu Pai, que está nos céus.

Pedro negou a Jesus Cristo por três vezes, ainda que tenha dito que jamais negaria a Cristo:

Mas ele disse com mais veemência: Ainda que me seja necessário morrer contigo, de modo nenhum te negarei. E da mesma maneira diziam todos também.

Ao negar três vezes a declaração de fé ao nome de Jesus, Pedro passou por uma situação, segundo o Evangelho, no qual, defronte do Cristo ressurreto, por três vezes fez declaração de amor e ciência que Jesus seria onisciente, uma característica típica de Deus.

Tornou a dizer-lhe segunda vez: Simão, filho de Jonas, amas-me? Disse-lhe: Sim, Senhor, tu sabes que te amo. Disse-lhe: Apascenta as minhas ovelhas. Disse-lhe terceira vez: Simão, filho de Jonas, amas-me? Simão entristeceu-se por lhe ter dito terceira vez: Amas-me? E disse-lhe: Senhor, tu sabes tudo; tu sabes que eu te amo. Jesus disse-lhe: Apascenta as minhas ovelhas.

O negar de Pedro ao nome de Jesus poderia ser apontado como um cristianismo nominal, onde se diz ser um seguidor de determinada crença, mas logo a frente se nega com atos ou palavras. A necessidade de conversão verdadeira por parte de Pedro já estava vaticinada, tanto no ato de negar a Jesus, como na necessidade de verdadeira conversão. Pedro seria um crente nominal, segundo as palavras do próprio Jesus que vaticinara que ele o negaria, e que ele ainda iria se converter, apesar de ter seguido a Jesus por aproximadamente três anos.

Mas eu roguei por ti, para que a tua fé não desfaleça; e tu, quando te converteres, confirma teus irmãos.

## Formalismo Político & Nominalismo Religioso
O dicionário catequético da Igreja Presbiteriana do Brasil descreve "cristão nominal" como aqueles que usam a igreja para "um ponto de encontro para rever os amigos, parentes e para ter uma "terapia espiritual", sem, contudo, ter "o novo nascimento". Entretanto encerra afirmando que "com o tempo muitos se convertem".
A Igreja Batista Independente, citando Gene Edwards ao qualificar o Imperador Constantino o primeiro cristão medieval "noventa porcento cristão de nome e noventa porcento pagão de pensamento"., apresenta, como J. C. Ryle criticava, a postura muitas vezes direcionada para a conduta política e popular, contrariando a postura que certas vezes apresenta o cristão não formal, que não busca a transparecer uma postura do ‘politicamente correto’. Assim, afirma a respeito de Constantino que ""conversão" parece ter sido um ato de astúcia política".